# Omne datum optimum
Omne datum optimum (in italiano: Ogni dono perfetto) (Lettera di Giacomo 1:17) è una bolla pontificia emanata da papa Innocenzo II nel 1139.

## Storia dellaOmne datum optimum
La bolla fu di vitale importanza per l'ordine dei Cavalieri templari perché ne sancì la totale indipendenza del proprio operato e l'essere esente dal pagare tasse e gabelle. Questo portò all'ordine un'importanza notevole nella Chiesa.
Questa decisione fu presa dalla Chiesa solo dopo aver sancito le condizioni per poter entrare nell'ordine; esse erano molto dure allo scopo anche di provare se vi fosse una reale e vera vocazione. Queste condizioni, oltre che a spogliare l'aspirante cavaliere di ogni bene materiale, dopo un percorso di vita spirituale di tipo monastico, culminavano con l'entrata nell'ordine in cui bisognava emettere i voti di povertà, castità ed obbedienza.
La data dell'emanazione della bolla Omne datum optimum è considerata storicamente l'ufficializzazione dell'ordine dei Cavalieri templari come ordine indipendente della Chiesa cattolica.